# Brezičani (Prijedor)
Brezičani (szerbül: Брезичани), falu Bosznia-Hercegovinában, Bosanska krajina területén, Prijedor községben, a Szerb Köztársaságban. 

## Fekvése
Bosznia-Hercegovina északnyugati részén, Banja Lukától légvonalban 51, közúton 61 km-re északnyugatra, községközpontjától légvonalban 6, közúton 7 km-re északnyugatra, a Szana jobb partján, 130 – 250 méteres tengerszint feletti magasságban fekszik. Több, szétszórt, kis településből áll. Áthalad rajta a Prijedort Novi Graddal összekötő főútvonal és vasútvonal. A faluban általános iskola, posta, több üzlet és étterem működik. Az aktív lakosság mintegy harmada a prijedori gyárakban dolgozik.

## Éghajlata
Az éghajlat mérsékelten kontinentális, a minimum hőmérséklet -20, a maximum hőmérséklet 40 fok. Az évi középhőmérséklet +11 fok, míg a napsütéses napok száma egy évben átlagosan 60. A csapadék mennyisége 991 mm/m2.

## Népessége
| Nemzetiségi csoport | Népesség 1991 | Népesség 2013 |
| ------------------- | ------------- | ------------- |
| Szerb               | 1159          | 1123          |
| Bosnyák             | 361           | 58            |
| Horvát              | 6             | 6             |
| Jugoszláv           | 99            | 3             |
| Egyéb               | 23            | 31            |
| Összesen            | 1648          | 1221          |

## Története
A határában feltárt régészeti leletek tanúsága szerint itt már a kőrézkorban és a bronzkorban is laktak emberek.
A települést először a bécsi háború (1683–1699) idején említik. 1878-ig tartozott az Oszmán Birodalomhoz, ekkor a berlini kongresszus határozata alapján az Osztrák-Magyar Monarchia része lett. 1879-ben az első osztrák-magyar népszámlálás során a Prijedori járáshoz, és Prijedor községhez tartozó településnek 59 háztartása, 336 ortodox szerb és 11 muszlim lakosa volt. 1910-ben a községben 117 háztartást 700 ortodox szerb, 66 muszlim és 15 katolikus lakost találtak. A monarchia szétesésével 1918-ban előbb a Szerb-Horvát-Szlovén Királyság, majd 1929-től a Jugoszláv Királyság része. 1921-ben a községnek 133 háztartása és 912 lakosa volt. Jugoszlávia megszállása után a falu a Független Horvát Állam (NDH) része lett. Lakói nagy számban csatlakoztak a szerb felkelőkhöz. 1941 júliusa és 1942 májusa között a környéken súlyos harcok folytak a felkelők és a megszálló csapatok között. Ezeknek a csatáknak az eredménye volt az 1. Krajina partizánhadosztály egységeivel együttműködve Prijedor és Ljubija első felszabadítása 1942. május 16-án.
1945-től a település a szocialista Jugoszlávia része volt. 1963-ig Ljubija község része volt. A boszniai háború idején a település a Boszniai Szerb Köztársasághoz tartozott. A daytoni békeszerződést követő területfelosztásnál a település Prijedor község részeként a Szerb Köztársaság területéhez került.

## Gazdaság
Brezičani területén fehéragyag készletek találhatók, de a talaj gazdag kavicsban, homokban és egyéb építőanyagban. Brezičani területén nagyon kedvező feltételek vannak a mezőgazdasági termelés fejlesztéséhez. Az e területről készült elemzések szerint a zöldség-gyümölcstermesztés, valamint a mezőgazdasági és állattenyésztés, a méztermesztés, a virágtermesztés és a faiskolai termelés fejlesztése lehetséges és további lehetőségek vannak a zöldség-gyümölcstermesztés, valamint az erdei gyümölcs- és gyógynövény-gyűjtés területén. Jó példa erre a Vitaminka (Prijedorcanka) nevű cég, amely 2013-ban több mint 7000 tonna gyümölcsöt vásárolt fel.

## Oktatás
A településen található a „Jovan Cvijić” Általános Iskola, amely az egyik legnagyobb szerb földrajztudósról és etnológusról kapta a nevét. Az iskola korábbi neve „Milan Egić” volt. Az iskola a második világháború után kapta ezt a nevet a nemzeti felszabadító háború Brezičaniban született nemzeti hőséről. 1979-ben volt az iskolában volt a legtöbb diák, összesen 800, 2019-ben pedig már csak 142 tanuló, ami a falu, de az egész boszniai Krajina térségének nagymértékű elnéptelenedésének a következménye. Az iskola olyan intézmény, amely köré más tevékenységek is szerveződnek, mint a különböző csoportok tevékenysége, valamint az 1970-ben alapított „Milan Egić” Kulturális és Művészeti Társaság munkája, amely más vidékekről is eredő népdalok, folklórjátékok és táncok révén kitartóan ápolja régiója néprajzi örökségét.

## Nevezetességei
- Čičev Do – őskori település maradványai a magaslat tetején. Erődítésnek nyoma nincs. A leletek között kőszekerce és számos cseréptöredék került elő. A település a kőrézkorban jött létre, majd a korai és a késő bronzkorban is használatban volt.[5]

- Szent Marina vértanú tiszteletére szentelt pravoszláv temploma

- A brezičani mecset 1992 nyarán, a boszniai háború idején teljesen megsemmisült, az építőanyagokat eltávolították a helyszínről. A régi muszlim temető mellett 2001-től már csak egy kőhalom, a mecset alapjainak maradványa volt látható. A lerombolt mecset helye a háború befejezése után több mint 15 évig üresen állt. Az újjáépítés 2010-ben kezdődött.[10]